# Siemensia
Siemensia  es un género monotípico de plantas con flores perteneciente a la familia de las rubiáceas. Incluye una sola especie: Siemensia pendula (C.Wright ex Griseb.) Urb. (1923).
Es nativo de Cuba.

## Taxonomía
El género fue descrito por el botánico alemán, especialista en la flora de América tropical: Ignatz Urban y publicado en Symbolae Antillanae seu Fundamenta Florae Indiae Occidentalis 9: 143, en el año 1923.